# صنع السكاكين

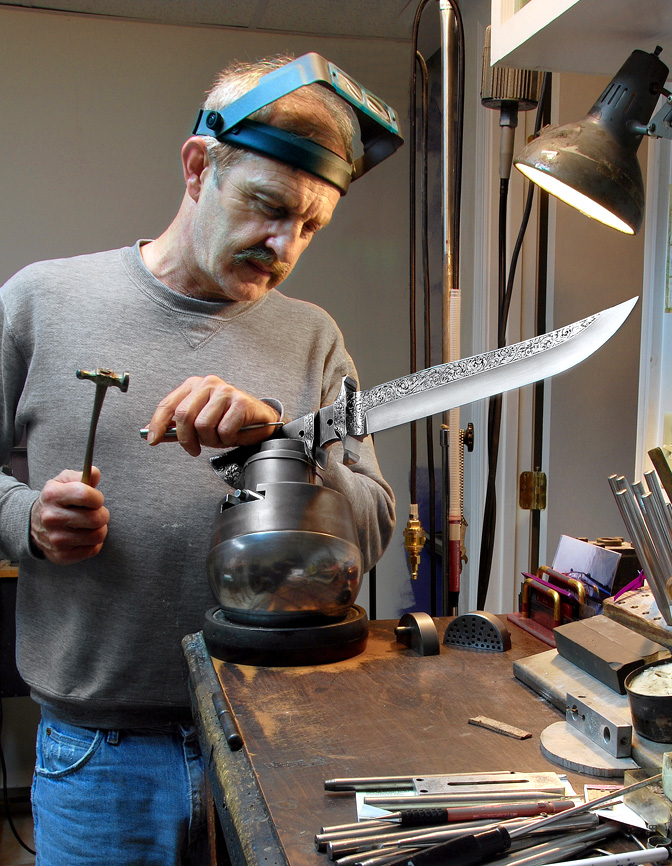

صنع السكاكين هو عملية تصنيع السكين بواسطة عملية واحدة، أو مجموعة من العمليات. تختلف المعادن التي تصنع بها نصول السكاكين، ولك أشهر المعادن النموذجية المستخدمة في صناعة السكايكن المنزلية هي الصلب الغير قابل للصدأ، كما يستعمل أيضاً النحاس والبرونز والصلب.
يستعمل الخشب في الغالب في صناعة مقابض السكاكين، كما تستعمل أيضاً اللدائن في ذلك.